# Годжэб
Годжэб (амх. ጉጄብ ወንዝ) — река в Эфиопии, протекающая по Области Народностей Южной Эфиопии и региону Оромия. Правый приток реки Омо. Длина — 225 км.
Течёт с запада на восток по горной местности. Берёт начало из безымянного болота западнее леса Ячи-Дэн-Чака.
7 января 1898 года долину реки посещал Александр Булатович. Он даёт ей следующее описание:

Рѣка Годжебъ беретъ начало въ горахъ Гумы и впадаетъ въ р. Омо. Въ этомъ мѣстѣ ширина ея до 40 шаговъ, глубина 11⁄4 арш., теченіе такое быстрое, что переходъ вбродъ очень труденъ; долина Годжеба, окруженная горами Каффы, составляетъ пограничную полосу между этими двумя областями и не заселена. Она изобилуетъ дикими козами, антилопами. Встрѣчаются тутъ и леопарды, и львы, болѣе же крупные звѣри, какъ слонъ и носорогъ, держатся ниже по теченію, вблизи отъ впаденія Годжеба въ Омо.

## Бассейн
Притоки по порядку от устья:
- Зоа-Шет (пр)[6]
  - Шета-Шет (лв)[6]
- Аламе-Шет (лв)[7]
- Гаки-Шет (пр)[7]
- Насо (лв)[8]
  - Дуко (лв)[8]
- Джиннаи (пр)[4]